# Michele Timms
Michele Margaret Timms (Melbourne, 28 de junio de 1965) es una exjugadora de baloncesto australiana. Consiguió 3 medallas en competiciones internacionales con Australia.